# Абрамович, Эмилий Абрамович
Эми́лий Абра́мович Абрамо́вич (1864, Гродно — 4 апреля 1922, Саратов), доктор Абрамович — русский революционер, по профессии врач (псевдонимы «Белин», «Белый сапожник»); сын зубного врача. Первый марксист подпольной России, живший в Минске и Киеве.

## Биография
В 1882 году окончил курс Гродненской гимназии. Медицинское образование получил сначала в Париже (в Сорбонне), с 1884 год в Дерпте, где и закончил его. 
В Париже познакомился с произведениями группы «Освобождение труда», а в Дерпте вошёл в кружок Лесника (Б. А. Кистяковский, Водовозова и др.). В 1884—1888 годах приезжал каждое лето в Минск, где жили его родные, занимался организацией рабочих кружков, для которых составил программу занятий, продержавшуюся в кружках Северо-Западного края в течение более 10 лет, до «Бунда». В 1886—1887 годах организовал кружок учащихся в Вильно. 
Переехав в Киев в начале 1889 г., был инициатором и руководителем первой организации на юге. Вместе со своим другом Л. Е. Берковичем, при помощи рабочего Яна Килянского, завязал знакомства со слесарями железнодорожных мастерских, организовал библиотеку, кассу и вёл пропаганду по программе, выработанной группой Благоева. Организация Абрамовича имела связи с Нежином, Минском, Казанью и другими городами, обмениваясь с ними литературой. Отчасти благодаря провокатору Забрамскому, отчасти вследствие показаний арестованных студентов Горба и Флёрова, в 1889 же г. кружок был разгромлен. 
Абрамович арестован в Друскениках и по высочайшему повелению 18 апреля 1890 г. подвергнут 2 г. тюремному заключению (в «Крестах»), а затем ссылке в Восточную Сибирь на 4 г. Под его влиянием стал социал-демократом сидевший вместе с ним в «Крестах» Ювеналий Мельников, впоследствии руководитель Киевской организации. 
В 1892 г. выслан в Якутскую область, жил в Олёкминске, по окончании ссылки — в Нижне-Удинске, работая в качестве врача. В 1896 г. вернулся в Европейскую Россию, поселился в Смоленске, в 1897 г., по истечении срока продолженного на 1 г. надзора, ездил за границу. Вскоре вернулся в Сибирь и работал врачом на золотых приисках. В 900-х годах (1903—4?) оттуда уехал, жил в Саратове, где принимал участие в деятельности социал-демократических организации, примыкая к меньшевикам.
Во время событий на Ленских приисках жил в Екатеринославе. Хорошо зная условия жизни рабочих на приисках, написал об этом статью, помещённую в «Невской Звезде» (1912 г., № 4 «Жертвам золота»), что послужило причиной его ареста и ссылки в Западную Сибирь. В 1915—17 годах работал в больнице в с. Капцеве, Ярославской губернии по своим взглядам примыкал тогда к антиоборонцам. 
После революции 1917 года перебрался снова в Саратов, где входил в местную меньшевистскую организацию. Умер 4 апреля 1922 г.